# Eulo (Forst (Lausitz))
Eulo, niedersorbisch Wiłow, ist ein Wohnplatz der Stadt Forst (Lausitz) im brandenburgischen Landkreis Spree-Neiße. Bis zum 1. April 1940 war Eulo eine eigenständige Gemeinde.

## Lage
Eulo liegt in der Niederlausitz, unmittelbar nordwestlich der Forster Kernstadt und vier Kilometer westlich der Grenze zu Polen. Umliegende Ortschaften sind Naundorf im Norden, Horno im Osten, die Stadt Forst selbst im Südosten und Süden, Klein Jamno im Südwesten, der zur Gemeinde Wiesengrund gehörende Ortsteil Gosda im Westen sowie Mulknitz im Nordwesten. Eulo zählt zum amtlichen Siedlungsgebiet der Sorben/Wenden.
Das Dorf liegt direkt an der Bundesstraße 112 von Forst nach Frankfurt. Westlich des Dorfes liegt das Naturschutzgebiet Wiesen- und Teichgebiet Eulo und Jamno. Ebenfalls westlich fließt die Malxe am Ort vorbei.

## Geschichte

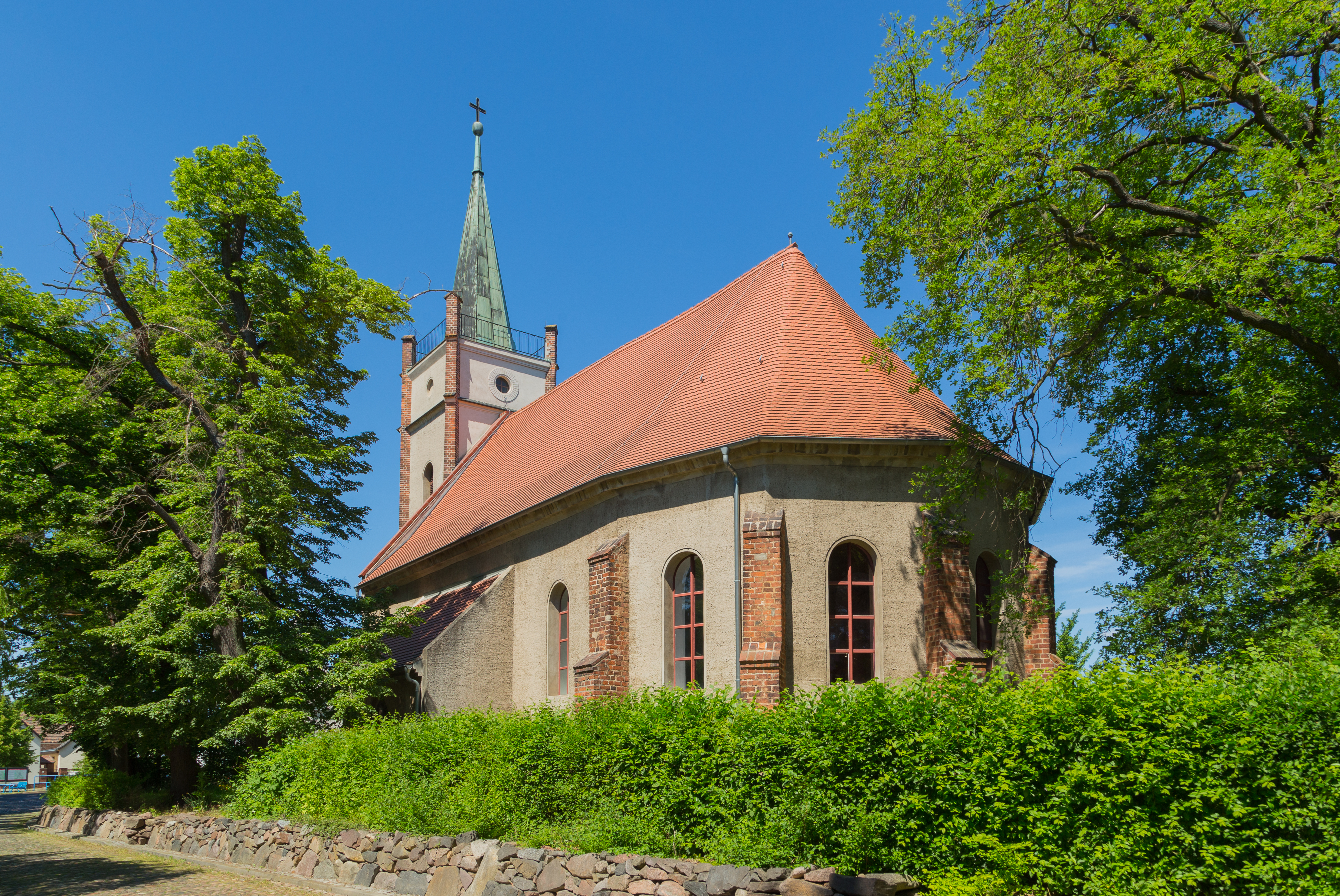
Dorfkirche Eulo (2021)

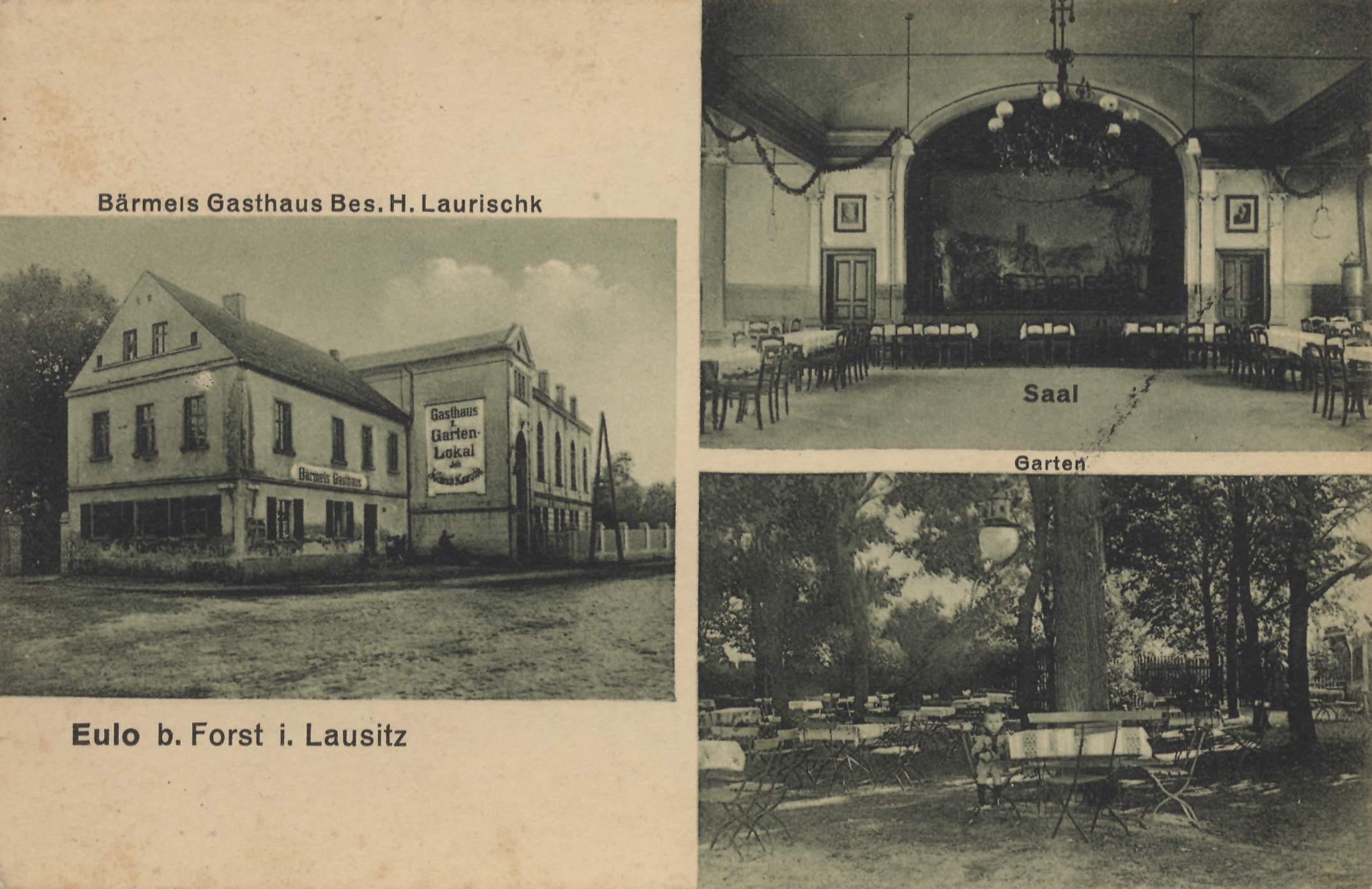
Ansichtskarte von Eulo

Eulo wurde erstmals in den Kirchenbüchern des Bistums Meißen aus dem Jahr 1346 als Kirchdorf erwähnt. Die damalige Schreibweise des Ortsnamens lautete Ylaw. Der Name stammt aus dem Sorbischen und beschreibt einen Ort auf schlammigem, schmierigem Lehmboden. Im Jahr 1844 gab es in Eulo 55 Wohngebäude mit insgesamt 351 Einwohnern. Das Dorf besaß ein Vorwerk, das zur Stadt Forst gehörte.
Als Ergebnis des Wiener Kongresses im Jahr 1815 kam die gesamte Niederlausitz an das Königreich Preußen. Dort lag die Gemeinde Eulo im Landkreis Sorau im Regierungsbezirk Frankfurt. Zum 1. April 1940 wurde Eulo zusammen mit Domsdorf, Keune, Noßdorf und Scheuno in die damals kreisfreie Stadt Forst eingemeindet. Nach Ende des Zweiten Weltkrieges wurde Eulo Teil der Sowjetischen Besatzungszone und ab 1949 der DDR. Am 1. Juli 1950 wurde die Stadt Forst in den Landkreis Cottbus eingegliedert, bei der Gebietsreform am 25. Juli 1952 zum Kreis Forst im DDR-Bezirk Cottbus. Nach der Wende lag Eulo zunächst im brandenburgischen Landkreis Forst, nach der Kreisreform im Dezember 1993 kam Eulo zum Landkreis Spree-Neiße. Ebenfalls 1993 verlor Eulo seinen Status als Ortsteil und wurde zu einem Wohnplatz herabgestuft.
Die Dorfkirche Eulo ist ein eingetragenes Baudenkmal in der Denkmalliste des Landes Brandenburg. 2003 musste Eulo eine Teil seiner damaligen Gemarkungsfläche an den neu errichteten Ortsteil Horno abtreten.

## Bevölkerungsentwicklung
| 1875 | 701   | 1910 | 1.545 | 1933 | 1.805 |
| 1890 | 1.005 | 1925 | 1.679 | 1939 | 2.116 |